# Дед
Пер Ингве Олин (на шведски: Per Yngve Ohlin), известен с псевдонима си Dead, е скандинавски музикант.
Познат е най-вече с участието си в норвежката блек метъл банда Mayhem, нареждана сред основополагащите на този жанр. Бил е вокалист и е участвал в сформирането на шведската дет метъл банда Morbid.
Роудрънър Рекърдс го класират на 48 място от общо 999 в категорията Най-добрите фронтмени в метъл музиката на всички времена.

## Биография
Пер Олин (наричан понякога и „Pelle“) е роден на 16 януари 1969 във Вестерханинге, Стокхолм, Швеция. Той е най-голямото дете в семейството, сред един брат, един полубрат и сестра. Като дете е бил непредсказуем и упорит. Интересите му включвали комикси и хорър филми. Като по-малък страда от сънна апнея.
Детството му е било много тежко, особено след развода на родителите му. В училище не е разбиран от останалите деца и често става жертва на тормоз. На 10-годишна възраст преживява инцидент, който довежда до разкъсан далак. Тогава се е смятало, че инцидентът е породен от злополука по време на пързаляне с кънки, но по-късно става ясно, че е било вследствие именно на училищен тормоз. След като е откаран в спешно отделение е обявен за клинично мъртъв. Спасяват го, но след тази случка развива невъздържан интерес към смъртта и всичко свързано с тази тема. От там измисля и псевдонима си „Dead“ / „Дед“ (от англ. „мъртъв“). Това рефлектира и върху рисунките, текстовете, интересите и дори поведението му до края на неговия живот.
Музикалният му вкус от малък включва групи като Venom, Sodom, Black Sabbath, Iron Maiden, Metallica, Motörhead, Mercyful Fate, KISS, AC/DC и други.

## Кариера
През 1986, още като тийнейджър, той сформира шведската дет метъл група Morbid, с която записват едно демо – December Moon.
Дед е изключително амбициозен и креативен. Той подхожда много сериозно към кариерата си, като се старае да доизпипва всеки малък детайл на представленията им. Той пише текстовете, измисля сценографията, рисува логото и обложките за концертите. Идеята му била да създаде цялостна „страховита“ атмосфера на сцената, като използва костюми и корпс пейнт. На едно от представленията им дори се сдобива с ковчег.
Малко след това той решава, че групата няма бъдеще и се свързва с членовете на Mayhem. Според басиста на Mayhem Jørn 'Necrobutcher' Stubberud, Дед им изпраща малък пакет, който включва писмо, касетата на демото му с Morbid и разпъната на кръст мишка.
Не след дълго той заминава за Норвегия, за да се присъедини към групата им.
Дед също участва и в музикалния клип за песента „Bewitched“ на шведската дуум метъл група Candlemass.

### Характер
Приятелите на Дед го описват като много кротък, срамежлив и интровертен, но без цялостна липса на чувство за хумор, като най-често този хумор бил черен. Познатите му от Швеция споменават, че образът му на „зъл“ и „брутален“ често е преувеличаван от медиите и че е бил добро момче, но с доста странни разбирания за света. Също казват и че доста се е променил откакто е заминал за Норвегия. Барабанистът на Мейхем Axel 'Hellhammer' Blomberg го описва като човек с много странен характер, депресиран, меланхоличен и мрачен. Китаристът на Мейхем Øystein 'Euronymous' Aarseth го описва като психически нестабилен: „Как иначе можете да опишете човек, който не яде, за да си докара язви и рани? Или има тениска, обрисувана с погребални обявления?“
Барабанистът на Emperor, Фауст споменава за него:
Той [Дед] не беше човек, който можеш да познаваш много добре. Мисля, че дори и членовете на Мейхем не са го познавали чак толкова добре. Трудно беше да се сближиш с него. Срещал съм се с него около шест до осем пъти. Имаше много странни идеи. Помня, че Aarseth беше споменал, че е нямал никакво чувство за хумор. Имаше, но беше малко мрачно и неясно. Честно казано, мисля, че страдаше от депресия и не му беше добре на този свят, което явно е довело и до самоубийството му.
Варг Викернес от блек метъл проекта Burzum, споменава в документалния филм Until The Light Takes Us по адрес на Дед:
Той беше изключително депресиран, наистина. Постоянно фантазирайки за Трансилвания, вампири и целия този готически образ – според мен това беше неговото бягство. Както за някои хора са компютърните игри, RPG игрите например, според мен всичко това беше неговото бягство от този свят.
Necrobutcher споменава в книгата си „The Death Archives“, че Дед прекарвал голяма част от времето си четейки книги и че веднъж му предоставил списък с книги, които могат да използват за текстовете си и броят им превишавал 50.
Обложката на албума на Мейхем Live in Leipzig съдържа част от предстмъртното писмо на Дед: Jag är inte en människa. Det här är bara en dröm, och snart vaknar jag. (в превод от шведски: Аз не съм човешко същество. Това е само сън и аз скоро ще се събудя). Журналистът Chris Campion споменава, че Дед може да е страдал от синдрома на Котард („синдрома на ходещия труп“), което означава, че е вярвал, че е мъртъв, още откакто е преживял травмата в детството си.

### Представления и образ
След присъединяването си към Mayhem, Дед започва да пише и текстовете и изгражда нов и завършен облик на групата.
Смята се, че той е първият блек метъл артист, който използва корпс пейнт. Другите музиканти от този кръг го описват като много добър шоумен.
На сцената той е извънредно краен и брутален, като неколкократно си причинява порезни рани с нож и парчета от счупена бутилка.
На концерт в Харпсбург, Норвегия, 1990 г. той се порязва толкова зле, че след шоуто викат спешна помощ поради загуба на много кръв.
Дед съчетава напълно вярванията си със страстта към музиката, той прави всичко необходимо за тъмния имидж на музиката, създадена от групата.
Като например да заравя дрехите си, докато изгният, и да ги облича преди концерт, и да разнася труп на гарван със себе си, който да „вдишва“ преди шоуто, за да „усети смъртта в дробовете си“. Понякога той гладувал със седмици, което водело до язви и рани и до видимо анорексичния му вид.
Дед е бил много краен. Той държал само онези, които наистина споделят вижданията му да присъстват на концертите и всеки път разреждал тълпата с извратените си изяви. Тъй като не искал да споделя шоуто с позьори, екстремизмът се оказал успешен начин да рафинира публиката на Mayhem. Най-честите атрибути за тази цел били свинските глави, ножовете и собствената му кръв, с които обсипвал феновете. Всички тези прийоми намерили приложение за пръв път при Mayhem, а не при Morbid. Макар че още в Morbid част от идеите на Dead намират изява – идеята за ковчега например. Ulf (Uffo) Cederlund от Morbid споделя как Dead е седял в него още преди шоуто.

### Самонараняване и самоубийство
Euronymous споменава за фанатизма на Дед по отношение на музиката. По думите на Euronymous, той хвърлял всичките си усилия да създава музика за хора с подобни на неговите разбирания и след като открил, че повечето са позьори и че болшинството от блек метъл сцената тъне в комерсиализъм, не му е останало нищо, за което да живее. Necrobutcher споменава, че това не е истина, а че Euronymous е говорил тези неща, защото е правил всичко възможно да подчертае „злия“ образ на Дед в името на имиджа на групата им. Според него той наистина е бил искрен във вярата си, но всъщност е бил доста депресиран и вместо да му помогне, Euronymous се е държал предизвикателно с него и дори го подтиквал към самоубийство.
Necrobutcher обяснява, че след като живели заедно известно време, Dead и Euronymous вече не се разбирали много добре и изгубили приятелски отношения. Hellhammer разказва, че веднъж Dead дори е отишъл да спи навън в гората, защото Ойстейн е пускал електронна музика, и Euronymous е излязъл след него да стреля с ловджийска пушка във въздуха, за да не му даде да спи дори и там. Варг Викернес твърди, че Дед веднъж намушкал Евронимус с нож.
Дед несъмнено е бил обсебен от мисълта за смъртта. Той водил с познатите си разговори надълго и нашироко по темата и не може да се каже, че смъртта му е неочаквана за тях. Той постоянно говорил за случката от детството му и как оттогава търси пътя към другия необясним свят, който е видял. Опитва се да го открие сред света на хората чрез различни екстремни проявления. Убеден е, че пътят на неговото търсене неотменно е свързан с черните окултни науки и сатанизма. Той самият не се смята за сатанист, но е силно заинтересован от това движение.
Не е тайна, че фланелката, с която е умрял носи надпис: „I Love Transylvania“. В едно от интервютата се говори за неговата страст към кръвта и там той споменава за желанието си да умре, за да отиде в Трансилвания. По същия повод е създаден и текста на „Funeral Fog“, който разкрива мистериите на Трансилвания, видени през погледа на Dead.
През 1991 г. идва и естественият резултат от всичките му интереси – Dead е мъртъв, след като се самоубива в къщата в Kråkstad, (близо до Осло, Норвегия), в която групата по онова време живее и репетира. Той остава няколко дена сам там. След като си прерязва вените и врата с кухненски нож, Dead се прострелва в главата с оръжието на Euronymous. Спекулира се, че използваните муниции са подарени за Коледа от Варг Викернес, но той самият го отрича и твърди, че Дед запазил специален патрон за това. Прибирайки се, Euronymous намира къщата заключена и се налага да се покатери през отворен прозорец. Виждайки какво е станало, Euronymous прави всичко възможно да се сдобие със снимки в близък план, преди да извика полицията. Най-известната от тях може да се види на обложката на бутлег албума им „Dawn of the Black hearts“. Другите са унищожени по-късно, след убийството на Euronymous.
Спекулира се, че Euronymous e знаел за намеренията на Dead и нарочно го е оставил сам. Също се носят слухове, че Euronymous е направил медальони от парчета от черепа на Dead, които е изпратил на близките хора от кръга им, които смятал за достойни да ги притежават. Друг слух е, че е сготвил и опитал малко от мозъка му, за да се самопровъзгласи за „канибал“. Некробъчър потвърждава първото, но отрича второто твърдение. Твърди се, че не е скърбял за смъртта на приятеля си и сам е разнасял всевъзможни слухове, за да запази „бруталния“ имидж на Mayhem. Necrobutcher остава ядосан и разстроен от поведението му и скоро след това напуска групата.
Животът на Dead приключва с посмъртната бележка в характерния му стил, изпълнен с черен хумор, която започва с известната фраза: „Excuse all the blood.“ (на бълг. „Извинете за кръвта.“)

## Предсмъртно писмо (превод)
| „ | Извинете за кръвта, но прерязах китките и врата си. Намерението ми беше да умра в гората, така че да отнеме няколко дни, докато бъда намерен. Принадлежа на гората и винаги е било така. Така или иначе никой няма да разбере защо. За да дам поне някакъв вид обяснение, това е само сън и скоро ще се събудя. Беше прекалено студено и кръвта продължаваше да се съсирва, и ножът ми е тъп. Ако не успея да умра от ножа ще си гръмна шибания череп. И все пак не знам. Оставих останалите текстове до „Нека добрите времена продължат“ – заедно с останалите пари. Който ги намери може да си ги задържи. Като последен поздрав нека представя „Life Eternal“. Правете каквото искате с тая глупост. /Пеле Не го измислих сега, а преди 17 години. | “ |

## Дискография
| Заглавие                  | Група  | Записано         | Вид                                             |
| ------------------------- | ------ | ---------------- | ----------------------------------------------- |
| Morbid Rehearsal          | Morbid | 7 Aвгуст 1987    | Демо албум                                      |
| December Moon             | Morbid | 25 декември 1987 | Демо албум                                      |
| Dawn of the Black Hearts  | Mayhem | 28 февруари 1990 | Бутлег                                          |
| Freezing Moon/Carnage     | Mayhem | 29 април 1990    | Студио запис                                    |
| Live in Leipzig           | Mayhem | 26 ноември 1990  | Лайв (на живо)                                  |
| Out from the Dark         | Mayhem | ранна 1991       | Демо албум                                      |
| De Mysteriis Dom Sathanas | Mayhem | 24 май 1994      | Студио албум (Само текстовете са писани от Дед) |
| Live in Stockholm         | Morbid | 2000             | Лайв албум                                      |
| Year of the Goat          | Morbid | 4 април 2011     | Компилационен албум                             |